# 二十一名飞行员 (专辑)
《二十一名飞行员》是美国乐队二十一名飞行员的首张录音室专辑，于2009年12月29日独立发行。

## 背景及制作
这张专辑是乐队的首张专辑，构思和制作由乐队三位初始成员完成。约瑟夫在俄亥俄州立大学读书的一次聚会上结识克里斯·萨利赫，他与约瑟夫组建了乐队并担任鼓手。之后约瑟夫邀请托马斯加入乐队担任贝斯手。2009年，乐队搬进了自己的一間房子，在地下室构思和录制他们的第一张专辑。约瑟夫负责了专辑的大部分词曲创作。为了节省预算，专辑大量使用电脑编出的伴奏，而不是使用真正的乐器。
专辑封面由约瑟夫的好友约翰·雷特斯塔特设计。

## 发行
专辑在2009年底发行。之后乐队开始在俄亥俄州进行巡演。他们最初的市场推广是草根式的，约瑟夫的母亲会站在俄亥俄州立大学门口送票给他看演出。在此期间，乐队参加了在哥伦布重要音乐场所The Alrosa Villa和The Basement举办的「乐队之战」比赛。
在乐队的2015年专辑《Blurryface》发行数月以后，这张专辑在2016年1月首次进入美国Billboard 200排行榜，并在2017年1月在这一榜单到达最高排名第139位。根据《告示牌》在2016年7月的统计，这张专辑售出115,000张。
乐队在2012年与唱片公司Fueled by Ramen签约以后保留了专辑的所有权，并且继续以数字版形式提供发售和流式播放。

## 反响
《Kerrang!》把这张专辑排在乐队所有专辑排名的最后一名。尽管如此，艾米莉·卡特认为“这张作品的词曲创作品质已经非常出色了”。她还称赞了约瑟夫写的歌词，认为“其影响力不容低估”。Fuse乐队的玛丽亚·谢尔曼称赞了约瑟夫在专辑中的“说唱”表现和“优美的钢琴编曲”，不过也批评了他说话时的发音不准。《Alternative Press》将歌曲《Addict with a Pen》描述为一首“缓慢、朴素、袒露心扉”的歌曲，并且认为这首歌“最好地表现了乐队最初吸引粉丝的方面”。

## 曲目列表
| 曲序     | 曲目                      | 时长    |
| -------- | ------------------------- | ------- |
| 1.       | Implicit Demand for Proof | 4:52    |
| 2.       | Fall Away                 | 3:02    |
| 3.       | The Pantaloon             | 3:34    |
| 4.       | Addict with a Pen         | 4:47    |
| 5.       | Friend, Please            | 4:13    |
| 6.       | March to the Sea          | 5:32    |
| 7.       | Johnny Boy                | 4:39    |
| 8.       | Oh, Ms. Believer          | 3:37    |
| 9.       | Air Catcher               | 4:13    |
| 10.      | Trapdoor                  | 4:37    |
| 11.      | A Car, a Torch, a Death   | 4:34    |
| 12.      | Taxi Cab                  | 4:46    |
| 13.      | Before You Start Your Day | 3:53    |
| 14.      | Isle of Flightless Birds  | 5:46    |
| 总时长： | 总时长：                  | 1:02:08 |

## 人员
- 泰勒·约瑟夫 – 声乐、管风琴、钢琴、键盘、编程、合成器、制作（所有曲目）
- Nick Thomas – 吉他、贝斯、合成贝司、编程（所有曲目）、和声（曲目 9 和 10）
- Chris Salih – 鼓、打击乐、和声（曲目 9 和 10）

## 排行榜
| 榜单 (2017)           | 最高排名 |
| --------------------- | -------- |
| 美国（《告示牌》200） | 139      |